# George Guest
George Guest, né le 9 février 1924 à Bangor (Pays de Galles), mort le 20 novembre 2002, est un organiste, chef d'orchestre et chef de chœur gallois.

## Carrière
George Guest fait des études musicales à l'Université de Cambridge avec Robin Orr après avoir étudié en Allemagne pendant quatre ans. Il crée le chœur de garçons de Bangor et de la cathédrale de Chester. En 1951 il est nommé directeur du St John's College de Cambridge dont il dirige le chœur dans l'esprit du plain-chant et de la tradition de Solesmes. Entre 1967 et 1970 il est chef invité du Berkshire Boys choir (États-Unis). 
Il a gravé de nombreux disques de musique religieuse notamment des messes (Joseph Haydn, Palestrina, Alessandro Scarlatti, John Sheppard, Thomas Tallis, Tomás Luis de Victoria, Vivaldi).

## Discographie sélective
- Joseph Haydn, Messes  - Academy of St-Martin-in-the-Fields (Argo/Decca)
- Marc-Antoine Charpentier, Messe de Minuit  H.9, Francis Poulenc, Quatre Motets pour le temps de Noël, Salve Regina, Quatre Motets pour un temps de pénitence - Choir of St. John's College Cambridge, City of London Sinfonia (Chandos 1988).
- Alessandro Scarlatti, Messa di Santa Cecilia - Blanche Christensen, Jean Preston, soprano ; Beryl-Jensen Smiley, alto ; Ronald Christensen, ténor ; Warren Wood, basse ; l'Alumnenchor de l'Université de l'Utah et l'Orchestre Symphonique de l'Utah, dir. Maurice Abravanel (1961, LP (Amadeo AVRS5001 / « Alessandro Scarlatti collection » Vol. 5, Brilliant Classics) (OCLC 772703252 et 47016549)